# Badmintonracket

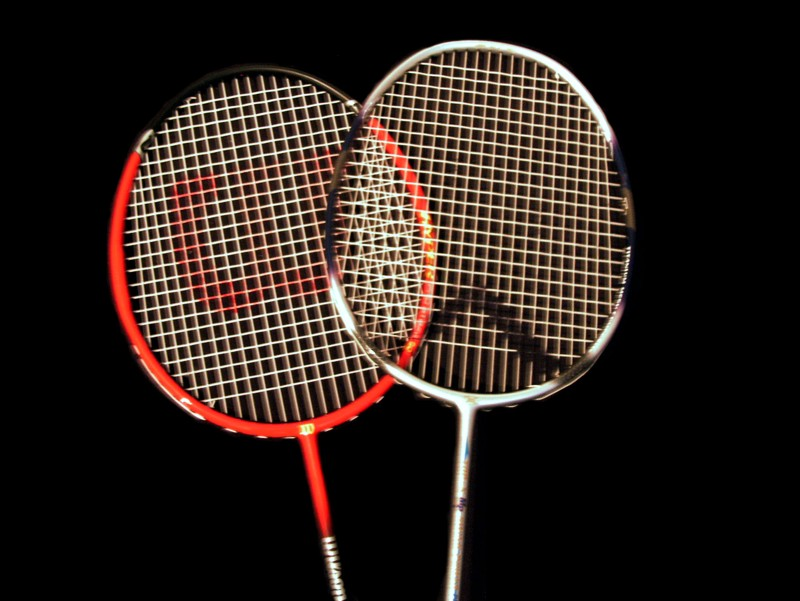
Badmintonrackets

Badmintonrackets worden gebruikt om de sport badminton te beoefenen. Samen met de shuttle is het racket het belangrijkste onderdeel uit de uitrusting van een badminton speler.

## Geschiedenis
De eerste rackets waren gemaakt van hout, later stapte men over op lichtere en stevigere materialen zoals aluminium, staal en grafiet. Door de ontwikkeling in het materiaalgebruik weegt een badmintonracket tegenwoordig tussen de 75 en 110 gram. De meest recente ontwikkeling is het gebruik van koolstofvezels in de rackets. Dit ook weer om de prestaties van de rackets te verbeteren.

## Eigenschappen
Er bestaan vele verschillende vormen en materialen bij een badminton racket. De meeste rackets zijn van elkaar te onderscheiden op drie onderdelen. Daarnaast zijn er ook nog verschillen in de lengte en breedte van het racket, echter zijn deze aan veel reglementen gebonden, en maken dus ook niet veel verschil.

### Materiaal
Het gebruikte materiaal heeft veel invloed op het gewicht van het racket. Dit gewicht is van invloed op de behandeling van het racket. Met een lichter racket kan sneller worden gehandeld dan met een zwaar racket. Ook de buigzaamheid van de steel heeft veel invloed op de slag die je met een badminton racket kunt maken. Een steel van erg buigzaam materiaal, zoals carbon of aluminium, zorgt voor een hardere slag. Stugger materiaal zoals staal zorgt voor een veel zachtere slag.

### Vorm
De vorm van het frame heeft een minder grote invloed op de slagen dan het materiaal, maar is ook een punt waarop rackets goed te onderscheiden zijn. De meeste rackets hebben van oudsher een ovale frame, maar er zijn ook rackets die een meer rechthoekige vorm hebben. Tegenwoordig komen er ook steeds meer rackets op de markt die een isometrische vorm hebben.

### Bespanning
Snaren zijn er in vele types, ze verschillen in materiaalsoort, dikte en vooral de manier waarop de snaar gevlochten is. Samen bepalen ze de veerkracht, gevoel, controle en duurzaamheid van de snaar. De snaar is voor de geoefende badminton speler iets persoonlijks, er kunnen namelijk verschillende dingen aan de bespanning worden afgesteld. Onder andere de verdeling van het gewicht en de sterkte zijn twee dingen die voor een bespanning bepalend zijn.